# Ville-en-Woëvre
Ville-en-Woëvre település Franciaországban, Meuse megyében. Lakosainak száma 130 fő (2022. január 1.). Ville-en-Woëvre Braquis, Fresnes-en-Woëvre, Grimaucourt-en-Woëvre, Hennemont, Herméville-en-Woëvre, Manheulles és Pintheville községekkel határos.

## Népesség
A település népessége az elmúlt években az alábbi módon változott:
| Lakosok száma | 154  | 146  | 148  | 140  | 133  | 127  | 123  | 120  | 124  | 130  |
|               | 1968 | 1982 | 1990 | 2006 | 2013 | 2015 | 2017 | 2019 | 2020 | 2022 |